# 拉吉亞斯
拉吉亞斯（西班牙語：Las Guías），是巴拿馬的城鎮，位於該國中西部，由貝拉瓜斯省的卡洛弗雷區負責管轄，面積93平方公里，2010年人口1,712，人口密度每平方公里18.4人。